# Linaria platycalyx
Linaria platycalyx är en grobladsväxtart som beskrevs av Pierre Edmond Boissier. Linaria platycalyx ingår i släktet sporrar, och familjen grobladsväxter. Inga underarter finns listade i Catalogue of Life.

## Bildgalleri

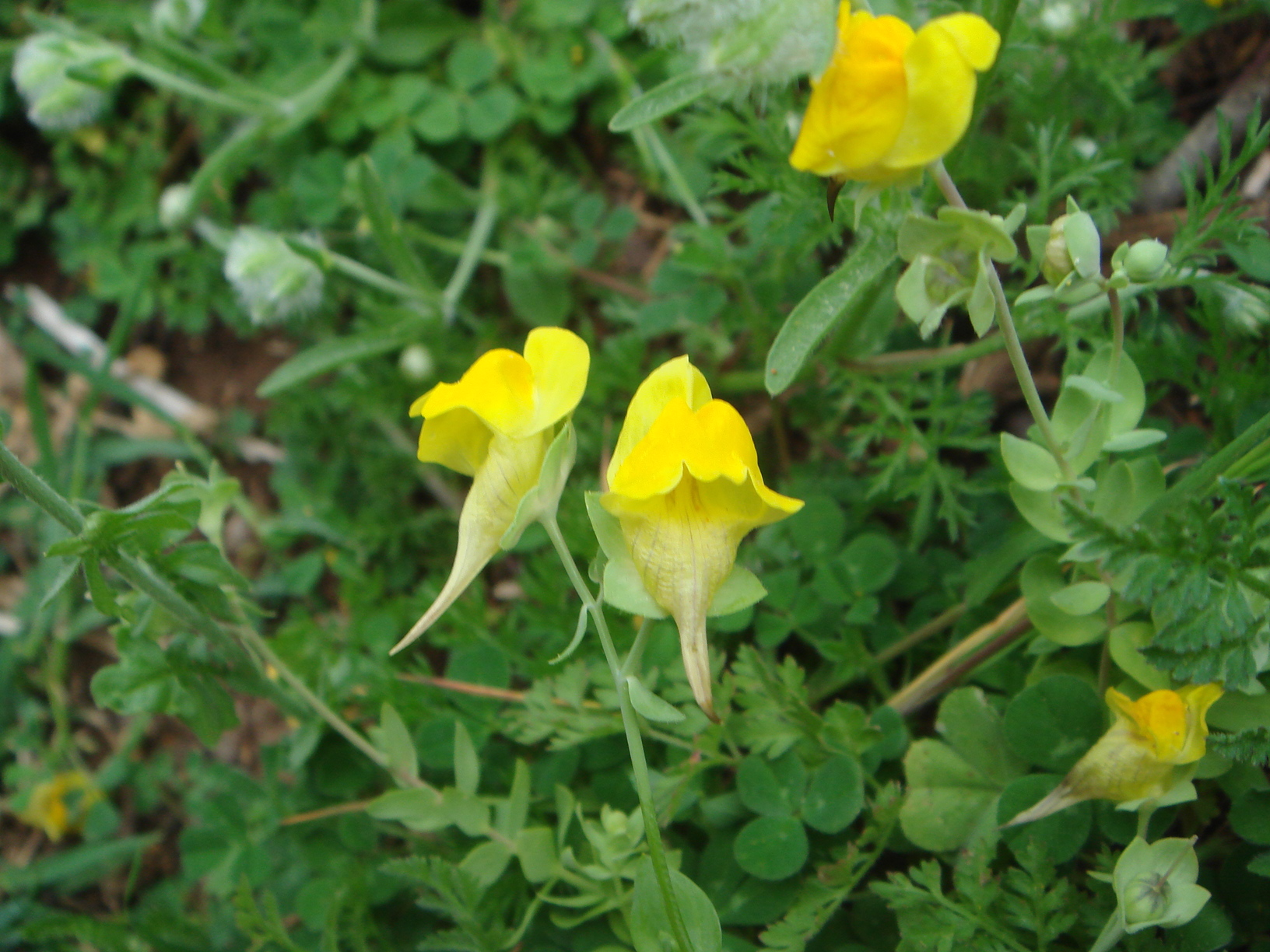